# 有明吾郎
有明 吾郎（ありあけ ごろう、1875年3月23日 - 1943年2月19日）は、現在の長崎県島原市出身で伊勢ノ海部屋に所属した大相撲力士。本名は大家 八五郎（旧姓山中）。最高位は東小結。5代式秀。165cm、123kg。

## 来歴
1894年5月序ノ口。1899年5月十両昇進、1800年代最後の関取のひとりである。1900年5月場所、7勝2敗1休で現在でいう十両優勝にあたる成績をあげる。翌1901年1月場所は番付運なく十両筆頭にとどまるが、翌5場所月に新入幕。1904年1月場所では東8枚目で7勝2敗1休、9日目に駒ヶ嶽に敗れるまで梅ヶ谷、常陸山の両横綱と並走した。1909年小結昇進。三役は結局この一場所ですぐ平幕に落ち、その後は幕内中位をエレベーターしていたが、1913年1月場所十両落ち、翌5月場所で幕下陥落を機に引退、式秀を襲名した。板垣退助の眼前で鰻飯を7杯平らげて驚かせるほどの大食漢だった。
1903年6月の大阪相撲との合併相撲では10戦全勝で優勝相当となっている。
その顔つきと体つきから「布袋さん」の異名で呼ばれ、穏やかな性格で知られて贔屓にする客も多かった。

## 成績
- 幕内23場所70勝98敗38休24分預
- 通算28場所90勝111敗38休25分預

## 改名
改名歴なし